# Брин, Дэвид
Дэвид Брин (полное имя — Глен Дэвид Брин, англ. Glen David Brin, род. 6 октября 1950) — американский писатель-фантаст, футуролог. Лауреат премий Хьюго и Небьюла. Его цикл «Сага о Возвышении» входит в число лучших произведений, повествующих о контакте. Живёт в Южной Калифорнии и является одновременно консультантом НАСА и профессором физики.

## Биография
Родился в 1950 году в городе Глендэйл (Калифорния, США). Его предки были польскими евреями из-под Конина. Дед Брина служил в царской армии во время Русско-японской войны и принимал участие в Мукденском сражении (по возвращении с войны должен был петь в московской опере, но вскоре уехал в Чикаго).
Высшее образование Брин получил в Калифорнийском технологическом институте (Калтех), окончив со степенью бакалавра по астрономии. Остался преподавать в Калтехе. В 1978 году получил степень магистра по направлению «прикладная физика» в Калифорнийском университете в Сан-Диего, а в 1981-м там же — степень кандидата наук (Ph.D) по направлению «космос».
В 1980 году вышел первый роман Брина — Прыжок в Солнце, которым был начат цикл «Сага о Возвышении» (англ. Uplift Universe). В 1981 году роман был номинирован на премию «Локус». А уже следующий роман, Звёздный прилив, который был опубликован в 1983 году. Роман, получивший все 3 три главные премии по фантастике в США (Хьюго, Небьюлу и Локус), принёс своему автору известность и считается лучшим в цикле. В отличие от многих других произведений жанра «космическая опера», роман отличался глубокой продуманностью и сложностью схемы построения галактики и взаимодействия населяющих его рас. Основу сюжета составляет конфликт между «старыми» расами и молодой (по галактическим меркам) расой людей. В своих романах Брин ввёл понятие Возвышения (англ. Uplift) — процесса, благодаря которому неразумные расы получают разум от своих наставников.
Большой успех романа «Звёздный прилив» был закреплён выходом третьего романа цикла — «Война за Возвышение» (1987 год), получившего премию «Хьюго». Спустя восемь лет автор вернулся к циклу, написав вторую трилогию, в которую вошли романы «Риф яркости» (1995 год), «Берег бесконечности» (1996 год) и «Небесные просторы» (1997 год), а также повесть «Искушение» (1999 год). Однако успех романов первой трилогии повторить не удалось. Позже по мотивам цикла была создана настольная игра.
Известность получил также вышедший в 1985 году роман «Почтальон», повествующий о постапокалиптической Земле. В его основу легли 2 рассказа писателя — Почтальон (1982 год) и Циклоп (1984 год), которые он переделал в роман. Роман номинировался на все три главные премии по фантастике в США, однако получил в 1986 году только премию «Локус». В 1997 году роман был экранизирован.
После смерти Айзека Азимова Дэвид Брин по предложению наследников писателя стал одним из авторов продолжения цикла «Основание» как один из «двух писателей твёрдой НФ, на которых большое влияние оказал Азимов и обладающих безоговорочными техническими способностями: Грег Бир и Дэвид Брин».
Кроме того, автор занимается написанием аналитических статей, посвящённых различным книгам и фильмам, которые он публикует на своём сайте. Он нередко участвует в различных сетевых дискуссиях, по итогам одной из них Брин стал редактором-составителем книги «Звёздные войны под судом» (англ. «Star Wars on Trial»), в которой рассматривается влияние цикла «Звёздные войны» на фантастику.
Немного понимает и говорит по-русски, неоднократно посещал российские конвенты любителей фантастики.

### Серии

#### Сага о Возвышении(Uplift Universe)
Сага о Возвышении (первая трилогия)
1. Sundiver (1980) — Прыжок в Солнце (= «Солнечный водолаз», «Нырнувший в Солнце», «Солнечный ныряльщик»)
2. Startide Rising (1983) — Звёздный прилив (= «Начинающийся восход», «Начинается звёздный прилив»)
3. The Uplift War (1987) — Война за Возвышение

Новая трилогия Возвышения (вторая трилогия)
1. Brightness Reef (1995) — Риф яркости
2. Infinity’s Shore (1996) — Берег бесконечности
3. Heaven’s Reach (1998) — Небесные просторы

К циклу примыкают:
- Aficionado (1998) — Поборник (короткий рассказ)
- Ambiguity (1989)
- Temptation (1998) — Искушение (рассказ, примыкает к «Берегу бесконечности»)

#### Кил’н (Kil’n)
1. Kil’n People (2001) — Глина
2. Kil’n Time (2006) — Люди из печи

### Отдельные романы
- The Practice Effect (1984) — Практический эффект (= «Дело практики»)
- The Postman (1985) — Почтальон
- The Heart of the Comet (1986) — Сердце кометы (в соавторстве с Грегори Бенфордом)
- Earth (1990) — Земля
- Glory Season (1993) — Сезон Величия
- Existence (2012)—Бытие

### Повести и рассказы
- The Loom of Thessaly (1981)
- The River of Time (= Coexistence) (1982) — Река времени
- The Postman (1982) — Почтальон
- Tank Farm Dynamo (1983)
- The Crystal Spheres (1984) — Хрустальные сферы
- The Fourth Vocation of George Gustaf (1984) — Четвёртая профессия Джорджа Густава
- Cyclops (1984) — Циклопы
- The Warm Space (1985)
- Lungfish (1986) — Опоздавшие
- Thor Meets Captain America (1986)
- A Stage of Memory (1986)
- Bubbles (1987)
- The Giving Plague (1987)
- Sshhh… (1988) — Тс-с-с
- Life in the Extreme (1988)
- Dr. Pak’s Preschool (1989) — Дошколята доктора Пака
- Ice Pilot (1990)
- Myth Number 21 (1990)
- Piecework (1990) — Часть работы
- The Diplomacy Guild (1990)
- What Continues And What Fails… (1991)
- Bonding to Genji (= Genji) (1992)
- Detritus Affected (1993)
- NatuLife (1994) — Следуя природе
- Those Eyes (1994)
- The Other Side of the Hill (1994)
- An Ever-Reddening Glow (1996) — Красный свет
- Paris Conquers All (1996) — Париж покоряет всех (в соавторстве с Грегори Бенфордом)
- Fortitude (1996)
- Reality Check (1997) — Проверка реальности
- Temptation (1998)
- Aficionado (1998)
- Stones of Significance (1998)
- A Professor at Harvard (2003)
- Medicine Cabinet 3.5 (= News from 2025: A Glitch in Medicine Cabinet 3.5) (2003)

#### Межавторский цикл «Академия. Вторая трилогия»
- «Триумф Основания» (Foundation’s Triumph)[9].(1999)

### Сценарии
- Дэвид Брин также написал сценарий к видеоигре Ecco the Dolphin: Defender of the Future.
- В 1997 был снят фильм «Почтальон» — экранизация одноимённого романа.

### Документальная проза
- Прозрачное общество (1998)

## Отношение кMETI
Дэвид Брин — один из наиболее известных критиков программ METI. Он считает, что поиски разумных сигналов во Вселенной, проводимые по различным программам SETI — вполне допустимая и нужная вещь, а вот излучение собственных радио или оптических сигналов в адрес предполагаемых «братьев по разуму» крайне опасно. Он считает, что высокоразвитые цивилизации не обязательно миролюбивы, они могут засечь наше излучение и причинить нам вред (см. теория «тёмного леса»). Его соображения на этот счёт собраны на сайте «Крики в Космос».